# Fredrik von Otter

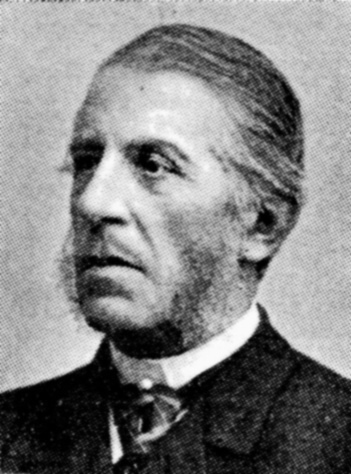
Fredrik von Otter.

Baron Fredrik Wilhelm von Otter (Töreboda, 11 april 1833 - Karlskrona, 9 maart 1910) was een Zweeds admiraal en premier.

## Militaire loopbaan
Fredrik Wilhelm baron von Otter  stamde uit de adellijke familie Von Otter. In 1850 trad hij als onderluitenant toe tot de Zweedse marine. Na enkele bevorderingen diende hij van 1857 tot 1861 in de Britse Royal Navy. In deze periode nam hij onder meer deel aan zeeoperaties tegen piraten in de Zuid-Chinese Zee.  
Na zijn terugkeer naar de Zweedse marine nam hij in 1868 als commandant deel aan de expeditie die belast werd met het onderzoek van de archipel Spitsbergen. Na deze expeditie werd hij bevorderd tot fregattenkapitein en in 1872 werd hij vleugeladjudant van kroonprins Oscar. Hij bleef dit ook nadat Oscar in 1873 tot koning gekroond werd.
In 1880 werd hij directeur van de marinehaven van Karlskrona. In 1884 werd hij eveneens bevorderd tot schout-bij-nacht, in 1892 tot viceadmiraal en in 1900 tot admiraal. 

## Politieke loopbaan
Nadat hij in 1874 benoemd werd tot kapitein-ter-zee, werd hij hetzelfde jaar nog minister van Marine. Dit bleef hij tot en met 19 april 1880. Van 1891 tot 1899 en van 1900 tot 1905 zetelde hij in het Opperhuis van de Zweedse Rijksdag.
Op 12 september 1900 volgde von Otter Erik Gustaf Boström op als premier van Zweden. In deze functie deed hij vooral legerhervormingen. Na het einde van de legislatuur trad hij op 5 juli 1902 af als eerste minister en trok zich terug op zijn landgoed.
- Gemeinsame Normdatei: 1169415768
- KulturNav: 28ab788b-0cdd-4108-ab00-f63e05169c08
- Virtual International Authority File: 44152329246502670533
- WorldCat: E39PBJcrdJQrh8WMbx86xBwgrq